# Samostan sv. Makarija Velikog
Samostan sv. Makarija (arapski: دير الأنبا مقار‎)) je koptski pravoslavni samostan smješten u Wadi El Natrunu, u egipatskom guvernatu Beheira, oko 92 km sjeverozapadno od Kaira, na autocesti između Kaira i Aleksandrije.

## Drevna povijest
Samostan je utemeljio oko 360. AD sv. Makarije iz Egipta, koji je bio duhovni otac za više od četiri tisuće redovnika različitih nacionalnosti. Od svog osnutka u 4. stoljeću sve do danas, samostan su bezprekidno naseljavali redovnici. Nekoliko kršćanskih svetaca i očeva iz rane Crkve su bili redovnici u samostanu sv. Makarija, kao što su sv. Makarije Aleksandrijski, sv Ivan Patuljasti, sv. Pafnutije Asketa, sv. Arsenije Veliki, Crni Mojsije, sv. Pinim, sv. Serapion Skolastik i mnogi drugi.

## Suvremena povijest
Godine 1969. samostan je ušao u razdoblje obnove, duhovno i arhitektonski, s dolaskom dvanaest redovnika pod duhovno vodstvo oca Mate El Meskina. Ti su redovnici proteklih deset godina živjeli zajedno, potpuno izolirani od svijeta, u pustinjskim špiljama Wadi El Rayan, oko 50 kilometara jugžno od protektorata Faiyuma.
Papa Ćiril VI. naredio je ovoj skupini redovnika da napuste Wadi El Rayan i odu u samostan sv. Makarija Velikog da bi ga restaurirali. U to vrijeme je u samostanu živjelo samo šest vremešnih redovnika, dok su povijesne građevine bile su na rubu urušavanja. Nove redovnike je primio opat samostana, biskup Michael, nadbiskup Asjuta.
Pod rukovođenjem pape Šenoude III., koji je osobno bio angažiran u obnovi samostana sv. Pishoja i samostana Paromeos, a nakon četrnaestogodišnje konstantne aktivnosti u rekonstrukciji i duhovnoj obnovi, samostanska zajednica u samostanu Sv. Makarija je imala oko stotinu redovnika.
Samostan sv. Makarija održava duhovne, akademske i bratske veze s nekoliko samostana u inozemstvu, uključujući samostan Chevetogne u Belgiji, opatiju Solesmes, samostan Preobraženja u Francuskoj, samostan di Bose samostansku zajednicu u Italiji, Deir El Harf u Libanonu i samostan Utjelovljenja u Engleskoj.
Samostan sv. Makarija Velikog sadrži relikvije mnogih svetaca, kao što je četrdeset devet starijih mučenika od Sketisa.

## Otkrivanje relikvija
Tijekom obnove velike crkve sv. Makarija, otkrivena je kripta sv. Ivana Krstitelja i Proroka Elizeja ispod sjevernog zida crkve, prema mjestu spomenutom u rukopisima iz XI. I XVI. stoljeća pronađenih u knjižnici samostana. Ovo isto potvrđuje i crkvena tradicija koptske pravoslavne crkve. Relikviji su bili skupljeni u posebnom relikvijaru i postavljeni ispred Svetišta sv. Ivana Krstitelja u crkvi Svetog Makarija. Detaljni prikaz ovog otkrića i procjenu autentičnosti relikvija je objavio samostan.

## Prihodi
Do danas je zajednica utrošila oko 5 milijuna egipatskih funti na obnovu i izgradnju. Samostan nema redoviti izvor prihoda i nema bankovnog računa:
"Ne prikupljamo donacije, ne objavljujemo financijske potrebe samostana i ne primamo financijsku podršku od bilo koje organizacije. Pa ipak, kada se potrebe samostana stavljaju pred Boga u našim zajedničkim molitvama, svakodnevno primamo donacije, koje čudesno podmiruju naše potrebe. Redovnici, stoga, nemaju sumnje da Bog preuzima odgovornost za ovaj ogroman rad, ne samo u duhovnom, nego i u materijalnom području."

## Poljoprivreda i stvaranje zaliha
Redovnici, sve od 1975. godine melioriraju i obrađivaju pustinjsku zemlju oko samostana. Prvo su posadili smokve i masline te neke sorte krmnog bilja.
Posebno je vrijedno spomenuti novi tip stočne hrane (stočna repa), koju su redovnici prvi put kultivirali u Egiptu. Ovaj eksperiment, nakon što se prihvati u cijeloj zemlji, je obećavajući jer nudi rješenje problema u stočarstvau. U znak zahvalnosti za ovaj pionirski rad, predsjednik Anvar el-Sadat darovao je samostanu 1978. godine tisuću feddana pustinjske zemlje, dva traktora i novu bušotinu, izbušenu za dobivanje podzemne vode, koja je bila mnogo važnija od tri, već korištene bušotine.

## Pravila samostana
"Jedini zahtjev koji duhovni otac propisuje za prihvaćanje postulata je da on mora u svom srcu osjetti, makar samo jednom, osjećaj ljubavi prema Bogu, jer je ljubav Božja koja sjedinjuje i vlada našom zajednicom iz dana u dan. Nemamo drugog zakona osim podvrgavanja Božjoj volji kroz naše iskazivanje ljubavi prema Njemu. I budući da je Božja volja prvenstveno objavljena u Bibliji, pozornost prema Božjoj Riječi, kako u Starom, tako i u Novom zavjetu, postala je naš glavni posao i izvor iz kojeg neprestano zadovoljavamo našu žeđ za Njim i hranimo svoju ljubav prema cijelom čovječanstvu. Jedini zakon samostana je ljubav, bez pravila i ograničenja, kao što nam je objavljeno s Križa. Ova je ljubav istodobno i motiv i cilj svih naših djela, nastojanja i žrtvovanja, a većina redovnika stekla je duboko iskustvo Božanske ljubavi. Duhovni otac, koji je proveo 35 godina u monaškome životu, ravnatelj je cijele zajednice i svakog redovnika pojedinačno. On je taj koji pomaže svakom od nas da prepozna Božji plan za svoj život, i on je taj tko, kao takav, zauzima mjesto redovničke vladavine. On je živuće pravilo koje je prilagođeno svakom životu, svakom redovniku, svakom zvanju i koji se stalno obnavlja, napredujući sa svakim redovnikom na putu koji vodi prema Bogu. Duhovni otac se i sam neprekidno obnavlja u svom unutarnjem životu, a ta se obnova prelijeva na cijelu zajednicu. Nismo vođeni unaprijed određenim načelima, nego Duhom Božjim u nama, a osobito u duhovnom ocu koji nas vodi. "Gdje je Duh Gospodnji, tu je sloboda". Cilj duhovnog oca je prvenstveno živjeti po samome Duhu, kroz unutarnje prosvjetljenje, vodeći računa o održavanju sukladnosti s tradicijom prvih crkvenih otaca i monaškog života. On, zatim, prepušta Gospodinu zadaću prenošenja ovog nutarnjeg iskustva svim svojim duhovnim sinovima posebnom milošću, tako da i oni mogu živjeti u nutarnjoj slobodi Duha. Stoga je on oprezan da nikada ne nameće svoju osobnost, nego da se svaki čovjek slobodno razvija u vlastitom zvanju, ispunjavajući svoj vlastiti duhovni karakter. Svaki perceptivni posjetitelj primjećuje jedinstveni duh svih redovnika, kao i jasnu osobnost svakoga od njih. Na taj se način formiraju duhovni ljudi među nama, koji su stekli iskustvo Boga i znaju kako se spontano voditi nutarnjim svjetlom Duha. To su ljudi ove vrste koje treba svijet. Nemamo pravila pokajanja ili postavljenih metoda kažnjavanja, jer je ljubav učinkovitija od bilo koje stegovne mjere. Naš smisao da budemo hodočasnici u svijetu olakšava nam da se potčinimo jedni drugima iz ljubavi prema Kristu."

## Pape koji su bili redovnici u samostanu sv. Makarija Velikog
| - Ćiril Aleksandrijski (412. – 444.) - Ivan I. (II.) Aleksandrijski (496. – 505.) - Ivan III. Aleksandrijski (680. – 689.) - Isaak Aleksandriski (690. – 692.) - Kozma I. Aleksandrijski (729. – 730.) - Mihael I. Aleksandrijski (743. – 767.) - Mina I. Aleksandrijski (767. – 776.) - Ivan IV. Aleksandrijski (777. – 799.) - Marko II. Aleksandrijski (799. – 819.) - Jakov Aleksandrijski (819. – 830.) | - Simeon II. Aleksandrijski (830.) - Josip I. Aleksandrijski (831. – 849.) - Kozma II. Aleksandrijski (851. – 858.) - Šenouda I. Aleksandrijski (859. – 880.) - Mihael III. Aleksandrijski (880. – 907.) - Gabriel I. Aleksandrijski (910. – 920.) - Makarije I. Aleksandrijski (932. – 952.) - Teofil II. Aleksandrijski (952. – 956.) - Mina II. Aleksandrijski (956. – 974.) - Filotej Aleksandrijski (979. – 1003.) | - Šenouda II. Aleksandrijski (1032. – 1046.) - Ćiril II. Aleksandrijski (1078. – 1092.) - Mihael IV. Aleksandrijski (1092. – 1102.) - Makarije II. Aleksandrijski (1102. – 1128.) - Mihael V. Aleksandrijski (1145. – 1146.) - Petar V. Aleksandrijski (1340. – 1348.) - Marko V. Aleksandrijski (1603. – 1619.) - Matej III. Aleksandrijski (1631. – 1646.) - Demetrije II. Aleksandrijski (1861. – 1870.) |

## Vanjske poveznice
- Samostan sv. Makarija Velikog  Arhivirana inačica izvorne stranice od 9. srpnja 2011. (Wayback Machine)
- Samostan sv. Makarija Velikog (danas)
- The Monastery of St. Macarius at Scetis (Wadi Natrun)  Arhivirana inačica izvorne stranice od 9. srpnja 2011. (Wayback Machine)
- UNESCO samostani arapske pustinje i Wadi Natruna
- Mapa Natronske pustinje
- Protektorat Fayum